# Cal Valeri (l'Estany)
Cal Valeri és una casa de l'Estany (Moianès) inclosa a l'Inventari del Patrimoni Arquitectònic de Catalunya.

## Descripció
Casa de planta rectangular, la façana de la qual sobresurt respecte l'antiga línia del carrer, donant l'aspecte de casa avançada. Té dues plantes. Els carreus són de pedra picada de mida regular. El portal és de punt rodó, de grans dimensions i de tipus renaixentista. Les dovelles són molt estretes i molt ben col·locades. Al damunt de l'arc hi ha una finestra adovellada, amb grans carreus, i amb un ampit ornamentat. La teulada és a doble vessant i el ràfec de maó. els murs laterals tenen poques obertures. L'interior ha estat molt reformat, però tant als baixos com al primer pis hi ha arcs apuntats de pedra picada. Als darreres de la casa hi ha les restes d'un matacà.

## Història
Es diu que és de les primeres cases del poble. La construcció actual manté trets gòtics amb d'altres de posteriors. La llinda de la porta data una renovació de l'edifici de 1502. en un moment no concretat, es va abaixar el sostre eliminant dues torrelles de vigilància de secció circular que hi havia a banda i banda de la façana. Aquest fet més l'existència d'un matacà als darreres i la seva situació a l'entrada del camí que porta a Oló, fa pensar que l'edifici tingués una funció defensiva. Més recentment havia estat hostal, carnisseria, traginers... hi ha un forn de pa de 1830.